# Xeyes
xeyes est un programme informatique affichant à l'écran deux yeux qui suivent les mouvements du pointeur de la souris, comme s'ils le regardaient. Si l'on en croit la page de manuel du système X Window, il a été écrit à l'origine par Jeremy Huxtable pour le système de fenêtrage NeWS, et il a été présenté à la conférence SIGGRAPH de 1988, puis il a été porté sous X11 par Keith Packard. Sa popularité est due au fait qu'il est lancé par défaut au démarrage de l'environnement graphique dans de nombreuses installations.
De nombreux programmes similaires ont ensuite été développés pour X Window et d'autres systèmes, tels que Windows, Java et le Macintosh.
Les pages de manuel consacrées à xeyes prétendent souvent que le programme rend compte des activités de l'utilisateur à un mystérieux « Chef ».